# آيت العروسي (النغامشة)
آيت العروسي هو دُوَّار يقع بجماعة إزحيليكة، إقليم الخميسات، جهة الرباط سلا القنيطرة في المملكة المغربية. ينتمي الدوّار لمشيخة النغامشة التي تضم 7 دواوير. يقدر عدد سكانه بـ 1310 نسمة حسب الإحصاء الرسمي للسكان والسكنى لسنة 2004.

## وصلات خارجية
- البوابة الوطنية للجماعات الترابية
- المندوبية السامية للتخطيط